# Dubravka Filipovski
Dubravka Filipovski, cyr. Дубравка Филиповски (ur. 27 stycznia 1967 w Novim Pazarze) – serbska polityk, przedsiębiorca i pedagog, parlamentarzystka, była wiceprzewodnicząca Nowej Serbii.

## Życiorys
Absolwent wydziału filozofii Uniwersytetu w Belgradzie, pracowała jako pedagog przy programach edukacji dorosłych. Od 1994 do 2001 prowadziła własną działalność gospodarczą, następnie do 2004 była zastępcą dyrektora w spółce prawa handlowego.
W 2004 zaangażowała się w działalność polityczną, wstępując w szeregi Nowej Serbii Velimira Ilicia. W tym samym roku objęła funkcję rzecznika prasowego partii, a w 2005 została jej wiceprzewodniczącą. W wyborach w 2012 uzyskała mandat posłanki do Zgromadzenia Narodowego z ramienia współtworzonej przez NS koalicji skupionej wokół Serbskiej Partii Postępowej. W 2014 i 2016 z powodzeniem ubiegała się o reelekcję. W 2017 opuściła Nową Serbię, gdy ugrupowanie to zadeklarowało przejście do opozycji, w tym samym roku dołączyła do Serbskiej Partii Postępowej. Również w 2020, 2022 i 2023 otrzymywała mandatowe miejsce na liście wyborczej koalicji skupionej wokół SNS, zapewniając sobie ponownie wybór na deputowaną.
Zamężna, ma dwoje dzieci. Posługuje się językiem angielskim i rosyjskim.